# Konfettiregn
Konfettiregn är en låt skriven av Carla Jonsson, och ursprungligen framförd av Eldkvarn. Den gavs ut som första singel från kommande albumet Atlantis (2005)

## Historia
Uppslaget till låten fick Carla Jonsson något år efter att två göteborgskor (varav minst en var damfrisör) slängt konfetti på honom under en spelning i Hjo 2003. Då han satt och försökte knyta ihop en låt kom han att tänka på händelsen, och hittade på så vis låtens titel. Carla spelade sedan upp låten för Håkan Hellström då de satt i  Carlas kök en natt, och Håkan kontrade med att spela upp sin En midsommarnattsdröm, som då var outgiven. Carla bjöd senare in Håkan att gästsjunga på låten.
Carla sjunger normalt sina egna låtar, men "Konfettiregn" sjungs av hans bror Plura och Håkan Hellström.

## Listplaceringar
| Lista (2005) | Topplacering |
| ------------ | ------------ |
| Sverige      | 46           |